# Niko Löytäinen
Niko Löytäinen (ur. 12 września 1998) – fiński skoczek narciarski, reprezentant klubu Tampereen Pyrintö. Medalista zimowego olimpijskiego festiwalu młodzieży Europy (2015) oraz mistrzostw kraju. Uczestnik mistrzostw świata juniorów (2018).

## Przebieg kariery
Skoki narciarskie zaczął uprawiać w 2005 roku. W oficjalnych zawodach międzynarodowych rozgrywanych przez FIS zadebiutował w styczniu 2015, startując w zimowym olimpijskim festiwalu młodzieży Europy w Tschagguns. W konkursie indywidualnym zajął 25. pozycję, a w rywalizacji drużynowej wraz z fińskim zespołem (oprócz Löytäinena skakali w nim również Andreas Alamommo, Joni Markkanen i Niko Kytösaho) zdobył srebrny medal.
W sierpniu 2015 w Kuopio po raz pierwszy wystąpił w FIS Cupie, plasując się na 41. i 52. miejscu. W lutym 2016 w Eau Claire zdobył pierwsze punkty tego cyklu, dwukrotnie zajmując pozycje w czołowej dziesiątce (10. i 9. pozycja).
W grudniu 2017 w Ruce zadebiutował w Pucharze Kontynentalnym, plasując się w obu konkursach w połowie piątej dziesiątki. Pierwsze punkty tego cyklu zdobył 25 lutego 2018 w Klingenthal, gdzie był 29. W lutym 2018 po raz jedyny w karierze wystąpił w mistrzostwach świata juniorów – w Kanderstegu zajął 37. pozycję w konkursie indywidualnym i 6. w zmaganiach drużynowych.
28 listopada 2018 w Ruce zadebiutował w Pucharze Świata – został zdyskwalifikowany za nieprzepisowy kombinezon. W lutym 2019 w Jyväskyli podczas konkursu indywidualnego na skoczni normalnej rozgrywanego w ramach mistrzostw Finlandii doznał poważnego upadku, w którym zerwał więzadło krzyżowe przednie. Zarówno latem 2019, jak i w całym sezonie 2019/2020 nie wziął udziału w żadnych zawodach międzynarodowych rozgrywanych pod egidą FIS, choć zimą startował regularnie w zawodach krajowych. W październiku 2020 ogłosił zakończenie kariery sportowej.
W październiku 2018 zdobył brązowy medal letnich mistrzostw kraju w konkursie drużynowym na skoczni normalnej.

## Mistrzostwa świata juniorów

### Indywidualnie
| 2018 Kandersteg | – | 37. miejsce |

### Drużynowo
| 2018 Kandersteg | – | 6. miejsce |

### Starty N. Löytäinena na mistrzostwach świata juniorów – szczegółowo
| Miejsce | Dzień    | Rok  | Miejscowość | Skocznia           | Punkt K | HS     | Konkurs  | Skok 1 | Skok 2 | Nota                  | Strata    | Zwycięzca      |
| ------- | -------- | ---- | ----------- | ------------------ | ------- | ------ | -------- | ------ | ------ | --------------------- | --------- | -------------- |
| 37.     | 1 lutego | 2018 | Kandersteg  | Lötschberg-Schanze | K-95    | HS-106 | indywid. | 80,0 m | –      | 97,6 pkt              | 193,8 pkt | Marius Lindvik |
| 6.      | 3 lutego | 2018 | Kandersteg  | Lötschberg-Schanze | K-95    | HS-106 | druż.    | 88,0 m | 97,0 m | 921,8 pkt (226,9 pkt) | 146,7 pkt | Niemcy         |

## Zimowy olimpijski festiwal młodzieży Europy

### Indywidualnie
| 2015 Tschagguns | – | 25. miejsce |

### Drużynowo
| 2015 Tschagguns | – | srebrny medal |

### Starty N. Löytäinena na zimowym olimpijskim festiwalu młodzieży Europy – szczegółowo
| Miejsce | Dzień       | Rok  | Miejscowość | Skocznia                   | Punkt K | HS     | Konkurs  | Skok 1 | Skok 2 | Nota                   | Strata   | Zwycięzca     |
| ------- | ----------- | ---- | ----------- | -------------------------- | ------- | ------ | -------- | ------ | ------ | ---------------------- | -------- | ------------- |
| 25.     | 27 stycznia | 2015 | Tschagguns  | Montafoner Schanzenzentrum | K-97    | HS-108 | indywid. | 81,5 m | 88,0 m | 205,3 pkt              | 66,0 pkt | Niko Kytösaho |
| 2.      | 29 stycznia | 2015 | Tschagguns  | Montafoner Schanzenzentrum | K-97    | HS-108 | druż.    | 92,5 m | 92,5 m | 1000,7 pkt (229,8 pkt) | 29,7 pkt | Słowenia      |

## Puchar Świata

### Miejsca w poszczególnych konkursach indywidualnych Pucharu Świata
| Źródło | Źródło     | Źródło     | Źródło            | Źródło            | Źródło          | Źródło          | Źródło           | Źródło                       | Źródło          | Źródło              | Źródło         | Źródło         | Źródło         | Źródło        | Źródło        | Źródło           | Źródło           | Źródło           | Źródło      | Źródło          | Źródło          | Źródło     | Źródło            | Źródło          | Źródło          | Źródło        | Źródło        | Źródło | Źródło | Źródło | Źródło | Źródło | Źródło | Źródło | Źródło | Źródło | Źródło | Źródło | Źródło | Źródło | Źródło | Źródło | Źródło | Źródło | Źródło | Źródło | Źródło | Źródło | Źródło |
| --- | ---------- | ---------- | ----------------- | ----------------- | --------------- | --------------- | ---------------- | ---------------------------- | --------------- | ------------------- | -------------- | -------------- | -------------- | ------------- | ------------- | ---------------- | ---------------- | ---------------- | ----------- | --------------- | --------------- | ---------- | ----------------- | --------------- | --------------- | ------------- | ------------- | ------ | ------ | ------ | ------ | ------ | ------ | ------ | ------ | ------ | ------ | ------ | ------ | ------ | ------ | ------ | ------ | ------ | ------ | ------ | ------ | ------ | ------ |
| Sezon 2018/2019 |            |            |                   |                   |                 |                 |                  |                              |                 |                     |                |                |                |               |               |                  |                  |                  |             |                 |                 |            |                   |                 |                 |               |               |        |        |        |        |        |        |        |        |        |        |        |        |        |        |        |        |        |        |        |        |        |        |
| Wisła HS134 | Ruka HS142 | Ruka HS142 | Niżny Tagił HS134 | Niżny Tagił HS134 | Engelberg HS140 | Engelberg HS140 | Oberstdorf HS137 | Garmisch-Partenkirchen HS142 | Innsbruck HS130 | Bischofshofen HS142 | Predazzo HS135 | Predazzo HS135 | Zakopane HS140 | Sapporo HS137 | Sapporo HS137 | Oberstdorf HS235 | Oberstdorf HS235 | Oberstdorf HS235 | Lahti HS130 | Willingen HS145 | Willingen HS145 | Oslo HS134 | Lillehammer HS140 | Trondheim HS138 | Vikersund HS240 | Planica HS240 | Planica HS240 | punkty |        |        |        |        |        |        |        |        |        |        |        |        |        |        |        |        |        |        |        |        |        |
| - | dq         | q          | -                 | -                 | -               | -               | -                | -                            | -               | -                   | -              | -              | -              | -             | -             | -                | -                | -                | -           | -               | -               | -          | -                 | -               | -               | -             | -             | 0      |        |        |        |        |        |        |        |        |        |        |        |        |        |        |        |        |        |        |        |        |        |
| Legenda |            |            |                   |                   |                 |                 |                  |                              |                 |                     |                |                |                |               |               |                  |                  |                  |             |                 |                 |            |                   |                 |                 |               |               |        |        |        |        |        |        |        |        |        |        |        |        |        |        |        |        |        |        |        |        |        |        |
| 1 2 3 4-10 11-30 poniżej 30 dq – dyskwalifikacja q – dyskwalifikacja w kwalifikacjach q – zawodnik nie zakwalifikował się - – zawodnik nie wystartował |            |            |                   |                   |                 |                 |                  |                              |                 |                     |                |                |                |               |               |                  |                  |                  |             |                 |                 |            |                   |                 |                 |               |               |        |        |        |        |        |        |        |        |        |        |        |        |        |        |        |        |        |        |        |        |        |        |

## Puchar Kontynentalny

### Miejsca w klasyfikacji generalnej
| Sezon     | Miejsce |
| --------- | ------- |
| 2017/2018 | 96.     |

### Miejsca w poszczególnych konkursachPucharu Kontynentalnego
| Źródło                                                                        | Źródło         | Źródło     | Źródło     | Źródło          | Źródło          | Źródło                 | Źródło                 | Źródło              | Źródło              | Źródło        | Źródło        | Źródło        | Źródło        | Źródło        | Źródło        | Źródło        | Źródło              | Źródło              | Źródło           | Źródło           | Źródło            | Źródło            | Źródło     | Źródło     | Źródło         | Źródło         | Źródło            | Źródło | Źródło | Źródło | Źródło | Źródło | Źródło | Źródło | Źródło | Źródło | Źródło | Źródło | Źródło | Źródło | Źródło | Źródło | Źródło | Źródło | Źródło | Źródło | Źródło | Źródło | Źródło | Źródło | Źródło | Źródło | Źródło | Źródło | Źródło | Źródło | Źródło | Źródło | Źródło |
| ----------------------------------------------------------------------------- | -------------- | ---------- | ---------- | --------------- | --------------- | ---------------------- | ---------------------- | ------------------- | ------------------- | ------------- | ------------- | ------------- | ------------- | ------------- | ------------- | ------------- | ------------------- | ------------------- | ---------------- | ---------------- | ----------------- | ----------------- | ---------- | ---------- | -------------- | -------------- | ----------------- | ------ | ------ | ------ | ------ | ------ | ------ | ------ | ------ | ------ | ------ | ------ | ------ | ------ | ------ | ------ | ------ | ------ | ------ | ------ | ------ | ------ | ------ | ------ | ------ | ------ | ------ | ------ | ------ | ------ | ------ | ------ | ------ |
| Sezon 2017/2018                                                               |                |            |            |                 |                 |                        |                        |                     |                     |               |               |               |               |               |               |               |                     |                     |                  |                  |                   |                   |            |            |                |                |                   |        |        |        |        |        |        |        |        |        |        |        |        |        |        |        |        |        |        |        |        |        |        |        |        |        |        |        |        |        |        |        |        |
| Whistler HS104                                                                | Whistler HS104 | Ruka HS142 | Ruka HS142 | Engelberg HS140 | Engelberg HS140 | Titisee-Neustadt HS142 | Titisee-Neustadt HS142 | Bischofshofen HS140 | Bischofshofen HS140 | Erzurum HS140 | Erzurum HS140 | Sapporo HS100 | Sapporo HS137 | Sapporo HS137 | Planica HS138 | Planica HS138 | Iron Mountain HS133 | Iron Mountain HS133 | Brotterode HS117 | Brotterode HS117 | Klingenthal HS140 | Klingenthal HS140 | Rena HS139 | Rena HS139 | Zakopane HS140 | Zakopane HS140 | Czajkowskij HS140 | punkty |        |        |        |        |        |        |        |        |        |        |        |        |        |        |        |        |        |        |        |        |        |        |        |        |        |        |        |        |        |        |        |
| -                                                                             | -              | 45         | 44         | -               | -               | -                      | -                      | -                   | -                   | -             | -             | -             | -             | -             | -             | -             | -                   | -                   | 37               | 38               | 37                | 29                | 40         | 41         | 26             | 22             | 37                | 16     |        |        |        |        |        |        |        |        |        |        |        |        |        |        |        |        |        |        |        |        |        |        |        |        |        |        |        |        |        |        |        |
| Legenda                                                                       |                |            |            |                 |                 |                        |                        |                     |                     |               |               |               |               |               |               |               |                     |                     |                  |                  |                   |                   |            |            |                |                |                   |        |        |        |        |        |        |        |        |        |        |        |        |        |        |        |        |        |        |        |        |        |        |        |        |        |        |        |        |        |        |        |        |
| 1 2 3 4-10 11-30 poniżej 30 dq – dyskwalifikacja - − zawodnik nie wystartował |                |            |            |                 |                 |                        |                        |                     |                     |               |               |               |               |               |               |               |                     |                     |                  |                  |                   |                   |            |            |                |                |                   |        |        |        |        |        |        |        |        |        |        |        |        |        |        |        |        |        |        |        |        |        |        |        |        |        |        |        |        |        |        |        |        |

## Letni Puchar Kontynentalny

### Miejsca w poszczególnych konkursach Letniego Pucharu Kontynentalnego
| Źródło                                                                        | Źródło      | Źródło        | Źródło      | Źródło         | Źródło      | Źródło      | Źródło     | Źródło     | Źródło         | Źródło         | Źródło            | Źródło            | Źródło | Źródło | Źródło | Źródło | Źródło | Źródło | Źródło | Źródło | Źródło | Źródło | Źródło | Źródło | Źródło | Źródło |
| ----------------------------------------------------------------------------- | ----------- | ------------- | ----------- | -------------- | ----------- | ----------- | ---------- | ---------- | -------------- | -------------- | ----------------- | ----------------- | ------ | ------ | ------ | ------ | ------ | ------ | ------ | ------ | ------ | ------ | ------ | ------ | ------ | ------ |
| 2018                                                                          |             |               |             |                |             |             |            |            |                |                |                   |                   |        |        |        |        |        |        |        |        |        |        |        |        |        |        |
| Kranj HS109                                                                   | Kranj HS109 | Szczyrk HS106 | Wisła HS134 | Frenštát HS106 | Stams HS115 | Stams HS115 | Oslo HS106 | Oslo HS106 | Zakopane HS140 | Zakopane HS140 | Klingenthal HS140 | Klingenthal HS140 | punkty |        |        |        |        |        |        |        |        |        |        |        |        |        |
| -                                                                             | -           | -             | -           | -              | -           | -           | 47         | 47         | 57             | 54             | -                 | -                 | 0      |        |        |        |        |        |        |        |        |        |        |        |        |        |
| Legenda                                                                       |             |               |             |                |             |             |            |            |                |                |                   |                   |        |        |        |        |        |        |        |        |        |        |        |        |        |        |
| 1 2 3 4-10 11-30 poniżej 30 dq – dyskwalifikacja - − zawodnik nie wystartował |             |               |             |                |             |             |            |            |                |                |                   |                   |        |        |        |        |        |        |        |        |        |        |        |        |        |        |

## FIS Cup

### Miejsca w klasyfikacji generalnej
| Sezon     | Miejsce |
| --------- | ------- |
| 2015/2016 | 90.     |
| 2017/2018 | 130.    |

### Miejsca w poszczególnych konkursachFIS Cupu
| Źródło                                                                        | Źródło       | Źródło        | Źródło        | Źródło           | Źródło           | Źródło           | Źródło           | Źródło             | Źródło             | Źródło         | Źródło         | Źródło         | Źródło         | Źródło         | Źródło         | Źródło          | Źródło          | Źródło        | Źródło        | Źródło      | Źródło  | Źródło    | Źródło    | Źródło | Źródło | Źródło | Źródło | Źródło | Źródło | Źródło | Źródło | Źródło | Źródło | Źródło | Źródło | Źródło | Źródło | Źródło | Źródło |
| ----------------------------------------------------------------------------- | ------------ | ------------- | ------------- | ---------------- | ---------------- | ---------------- | ---------------- | ------------------ | ------------------ | -------------- | -------------- | -------------- | -------------- | -------------- | -------------- | --------------- | --------------- | ------------- | ------------- | ----------- | ------- | --------- | --------- | ------ | ------ | ------ | ------ | ------ | ------ | ------ | ------ | ------ | ------ | ------ | ------ | ------ | ------ | ------ | ------ |
| Sezon 2015/2016                                                               |              |               |               |                  |                  |                  |                  |                    |                    |                |                |                |                |                |                |                 |                 |               |               |             |         |           |           |        |        |        |        |        |        |        |        |        |        |        |        |        |        |        |        |
| Villach                                                                       | Villach      | Kuopio        | Kuopio        | Szczyrk          | Szczyrk          | Einsiedeln       | Einsiedeln       | Râșnov             | Râșnov             | Notodden       | Notodden       | Zakopane       | Zakopane       | Pjongczang     | Pjongczang     | Whistler        | Whistler        | Eau Claire    | Eau Claire    | Planica     | Planica | Harrachov | Harrachov | punkty |        |        |        |        |        |        |        |        |        |        |        |        |        |        |        |
| -                                                                             | -            | 41            | 52            | -                | -                | -                | -                | -                  | -                  | 46             | 36             | -              | -              | -              | -              | -               | -               | 10            | 9             | -           | -       | -         | -         | 55     |        |        |        |        |        |        |        |        |        |        |        |        |        |        |        |
| Sezon 2016/2017                                                               |              |               |               |                  |                  |                  |                  |                    |                    |                |                |                |                |                |                |                 |                 |               |               |             |         |           |           |        |        |        |        |        |        |        |        |        |        |        |        |        |        |        |        |
| Villach HS98                                                                  | Villach HS98 | Szczyrk HS106 | Szczyrk HS106 | Kuopio HS127     | Kuopio HS127     | Einsiedeln HS117 | Einsiedeln HS117 | Hinterzarten HS108 | Hinterzarten HS108 | Râșnov HS100   | Râșnov HS100   | Notodden HS98  | Notodden HS98  | Zakopane HS134 | Zakopane HS134 | Eau Claire HS95 | Eau Claire HS95 | Sapporo HS100 | Sapporo HS134 | punkty      | punkty  | punkty    | punkty    | punkty | punkty | punkty | punkty | punkty | punkty | punkty | punkty | punkty | punkty | punkty | punkty | punkty | punkty | punkty |        |
| -                                                                             | -            | -             | -             | 58               | 61               | -                | -                | -                  | -                  | -              | -              | -              | -              | 64             | 79             | -               | -               | -             | -             | 0           | 0       | 0         | 0         | 0      | 0      | 0      | 0      | 0      | 0      | 0      | 0      | 0      | 0      | 0      | 0      | 0      | 0      | 0      |        |
| Sezon 2017/2018                                                               |              |               |               |                  |                  |                  |                  |                    |                    |                |                |                |                |                |                |                 |                 |               |               |             |         |           |           |        |        |        |        |        |        |        |        |        |        |        |        |        |        |        |        |
| Villach HS98                                                                  | Villach HS98 | Kuopio HS127  | Kuopio HS127  | Kandersteg HS106 | Kandersteg HS106 | Râșnov HS100     | Râșnov HS100     | Whistler HS104     | Whistler HS104     | Notodden HS100 | Notodden HS100 | Zakopane HS140 | Zakopane HS140 | Planica HS102  | Planica HS102  | Rastbüchl HS78  | Rastbüchl HS78  | Villach HS98  | Villach HS98  | Falun HS100 | punkty  | punkty    | punkty    | punkty | punkty | punkty | punkty | punkty | punkty | punkty | punkty | punkty | punkty | punkty | punkty | punkty | punkty | punkty | punkty |
| -                                                                             | -            | 50            | 23            | -                | -                | -                | -                | -                  | -                  | -              | -              | -              | -              | 29             | 28             | -               | -               | -             | -             | -           | 13      | 13        | 13        | 13     | 13     | 13     | 13     | 13     | 13     | 13     | 13     | 13     | 13     | 13     | 13     | 13     | 13     | 13     | 13     |
| Sezon 2018/2019                                                               |              |               |               |                  |                  |                  |                  |                    |                    |                |                |                |                |                |                |                 |                 |               |               |             |         |           |           |        |        |        |        |        |        |        |        |        |        |        |        |        |        |        |        |
| Villach HS98                                                                  | Villach HS98 | Szczyrk HS106 | Szczyrk HS106 | Râșnov HS97      | Râșnov HS97      | Notodden HS100   | Notodden HS100   | Park City HS100    | Park City HS100    | Zakopane HS140 | Zakopane HS140 | Planica HS102  | Planica HS102  | Rastbüchl HS78 | Rastbüchl HS78 | Villach HS98    | Villach HS98    | punkty        | punkty        | punkty      | punkty  | punkty    | punkty    | punkty | punkty | punkty | punkty | punkty | punkty | punkty | punkty | punkty | punkty | punkty | punkty | punkty |        |        |        |
| 61                                                                            | 50           | -             | -             | -                | -                | -                | -                | -                  | -                  | -              | -              | -              | -              | -              | -              | -               | -               | 0             | 0             | 0           | 0       | 0         | 0         | 0      | 0      | 0      | 0      | 0      | 0      | 0      | 0      | 0      | 0      | 0      | 0      | 0      |        |        |        |
| Legenda                                                                       |              |               |               |                  |                  |                  |                  |                    |                    |                |                |                |                |                |                |                 |                 |               |               |             |         |           |           |        |        |        |        |        |        |        |        |        |        |        |        |        |        |        |        |
| 1 2 3 4-10 11-30 poniżej 30 dq – dyskwalifikacja - − zawodnik nie wystartował |              |               |               |                  |                  |                  |                  |                    |                    |                |                |                |                |                |                |                 |                 |               |               |             |         |           |           |        |        |        |        |        |        |        |        |        |        |        |        |        |        |        |        |